# 生首ヘアゴム

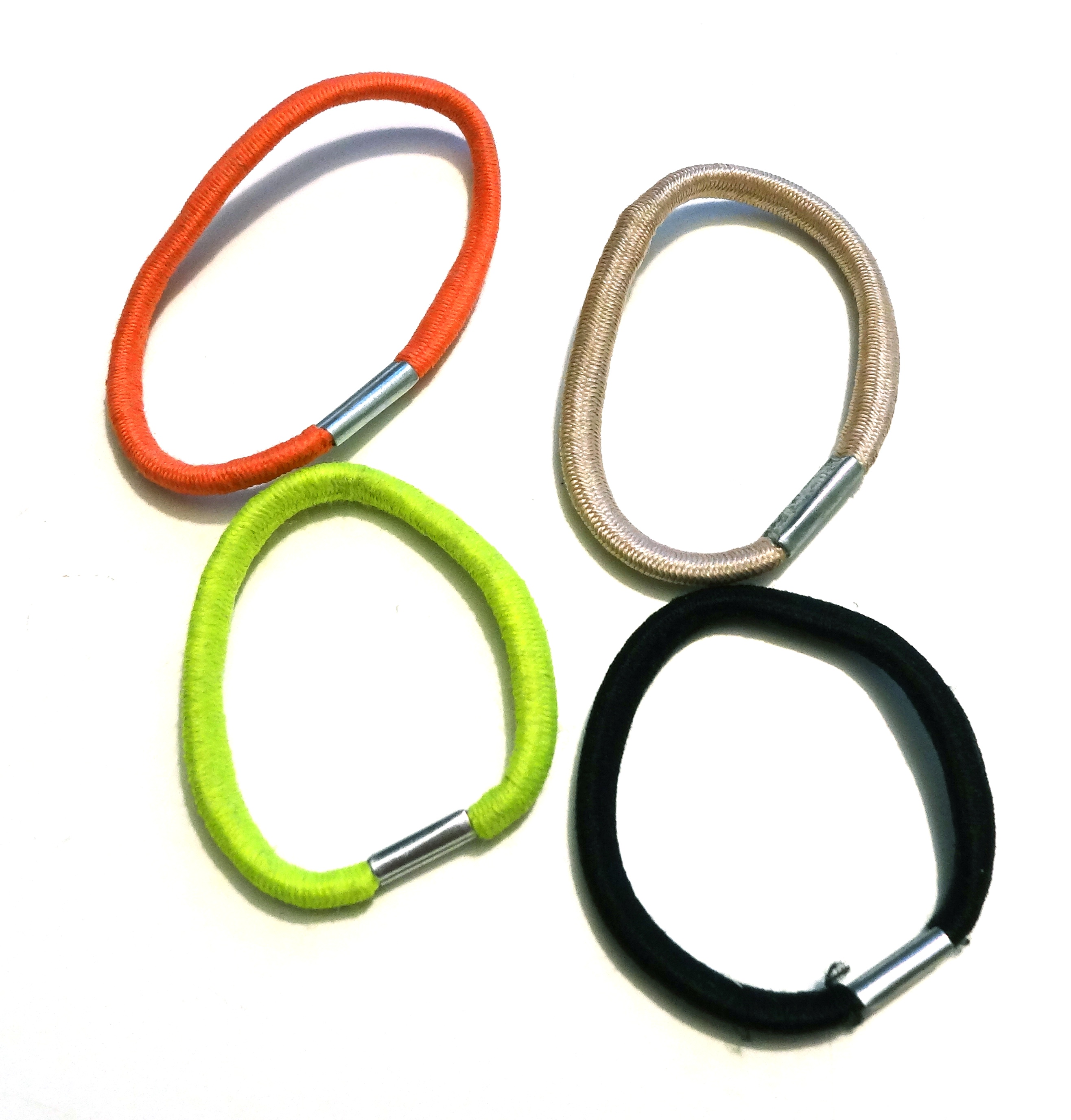
ヘアゴム。

生首ヘアゴム（なまくびヘアゴム）は、キャラクターの顔が飾りになっているヘアゴム。
生首ヘアゴムは正式名称ではなく、商品名としては「アクセサリーゴム」、「おかおヘアゴム」、「アクリルヘアゴム」といろいろな名称が存在する。当初は「顔面ヘアゴム」とも呼ばれた。許斐剛の『テニスの王子様』が発祥とされている。キャラクターや芸能人の「顔部分のみを切り抜いているため、強烈なインパクトを放つ」ような推し活アイテムである。

## 特徴
ヘアゴムは「汎用性の高いヘアアクセサリー」である。アクセサリー付きの髪ゴム（飾り付きヘアゴム）は、さまざまなデザインが存在するヘアアレンジの必須アイテムである。生首ヘアゴムはアクセサリーの部分を「顔のみにフォーカスした斬新なデザイン」となっている。キャラクターの首から上だけ描かれており、ゴムに直接「生首がついているように見え」、強烈なインパクトがあるヘアゴム。生首ヘアゴムのほかには「生首キーホルダー」、「生首クッション」、「生首ハンガー」、「生首顔パック」といったグッズも存在する。
当初は漫画やアニメのグッズとして一部の界隈のみで話題となったが、声優やVTuberなど2次元以外でもグッズが展開されている。

## 歴史

### 誕生以前
もともと肩より上のイラストを使用したヘアゴムや、「キャラクターがデフォルメされた顔の飾りがついたヘアゴム」などは、生首ヘアゴムが誕生する以前から存在していた。2022年6月17日発売の「新テニスの王子様 ヘアゴム vol.1」では、顔のほかに小さな手が描かれており、「ちょこんと覗いているかのような仕草」でキャラクターがデフォルメされているデザインのヘアゴムが登場している。生首ヘアゴムに似たグッズで、同作の越前リョーマなどがラインナップされていた。同時期には『コードギアス 反逆のルルーシュ』のルルーシュ・ランペルージや『カードキャプターさくら』の木之本桜などの同様のヘアゴムも発売された。

### 『テニスの王子様』のお面
2010年代ごろ、許斐剛の『テニスの王子様』とナンジャタウンがコラボレートを展開していた。イベントではキャラクターのお面がグッズとして販売されていたため、『テニスの王子様』の界隈ではそのお面を使用してファンが遊ぶという文化が根付いていた。具体的には「自分の好きなキャラクターだけではなく全員分集めたり、お面自体を部屋の扉に貼って垂らしたり、紐でつなげて飾ったり、キャラクターの身長のところに目星をつけて貼ったり」して、ファンが楽しんでいた。
2022年3月22日から許斐剛の『新テニスの王子様』の誕生日企画「新テニスの王子様 The Prince Goes Abroad」を展開。この企画はアニメ『新テニスの王子様U-17 WORLD CUP』とナンジャタウンのコラボレートイベントとして開催。イベントは日本代表の中学生メンバー14人に着目し、それぞれのキャラクターの誕生日に合わせて展開していくという内容であった。お面の反響がよかったこととファンが楽しむ姿から、ナンジャタウンの「キャラクター作品とコラボしたタイアップイベントの企画・制作」の担当者は「これだけで終わらせるのはもったいない」と思い、「新テニスの王子様 The Prince Goes Abroad」でもお面を制作したいと考えた。版権元と話をした後、「学校ごとのミニゲームの景品」としてお面が制作された。

### 誕生
2023年4月21日から5月21日に『新テニスの王子様』とナンジャタウンがコラボレートしたイベント「新テニスの王子様 The Prince Goes Abroad 総集編」が開催された。「新テニスの王子様 The Prince Goes Abroad」の総集編となるイベントで、生首ヘアゴムが初めて発売されたのはこのイベントである。イベント開催にあたり、新たなグッズを制作することになった際に、制作担当者たちの間で「ぬいぐるみにつけられるものにしたい」「お面を小さくするのはどうか」という案が出た。『テニスの王子様』はそれまでに「跡部景吾のミラースタンド」や「真田弦一郎のふんどしアクリルスタンド」や「テニミュ かるた」やぬいぐるみなど、さまざまなグッズを展開してきた。お面を小さくする案は、お面だと大きいため持ち帰りが大変だが「小さくすれば気軽に身に着けられ」る上に、ぬいぐるみなどの好きなグッズにつけられればアレンジができると考えられたことによる。「汎用性の高いヘアアクセサリー」という理由からヘアゴムが選ばれ、生首ヘアゴムの「新テニスの王子様 The Prince Goes Abroad 総集編 アクセサリーゴムコレクション」が誕生した。ヘアクリップの案もあったが、「髪にしかつけられない」「遊びとして制限されてしまう」という理由から「今回は『ヘアゴム』の形で一旦世に出しましょう」となったが、制作担当者によるとむしろ成功であったという。
ほかの「新テニスの王子様 The Prince Goes Abroad 総集編」のグッズは描きおろしのイラストが使用されているが、「アクセサリーゴムコレクション」はお面を小さくしているため、顔の絵柄が異なっている。「お面にあるゴムを通す穴の部分を残して」おり、「お面をそのまま小さくして再現」という部分にこだわりをもって制作されている。ほかには髪がツンツンしているキャラクターは「お面通りに細かくギザギザ」に切るなど、「カットラインをきれいに切り抜く」ことにもこだわっている。お面の再現が前提であったため、制作段階では「誰もおかしいこと」という認識はなかった。

### 商品化
『テニスの王子様』の「生首ヘアゴム」をきっかけに、『ヒプノシスマイク』、『超人的シェアハウスストーリー『カリスマ』』、『スタンドマイヒーローズ』、『オンエア!』、『&0』、『ジャンケットバンク』、『弱虫ペダル』、『銀魂』、『ブルーロック』、『忍たま乱太郎』、『勇気爆発バーンブレイバーン』、『イナズマイレブン』、『おジャ魔女どれみ』、ツキノ芸能プロダクション、『KING OF PRISM by PrettyRhythm』『戦国BASARA』など、女性向けアプリや少年漫画といったジャンル不問の作品の商品化が行われた。声優界隈では森川智之と芸人の天津飯大郎の番組『Club AT-X 夜NA夜NAサタデー とりあえず生！』や、寺島拓篤も「生首ヘアゴム」を発売している。VTuber界隈ではにじさんじの剣持刀也も商品化された。女性オタクの間でブームが起こり、「生首ヘアゴム」は「推しグッズには欠かせないアイテム」となっている。

## 反響
「新テニスの王子様 The Prince Goes Abroad 総集編 アクセサリーゴムコレクション」の商品が発表されると、それを知ったファンを中心として、インターネット上で話題となり、X（旧：Twitter）などのSNSで「生首ヘアゴム」という愛称がつけられた。「想像の斜め上をいくスタイル」「面白すぎる」などの意見が寄せられ、破壊力のある「度肝を抜かれるデザイン」であったことからX（旧：Twitter）で「生首ヘアゴム」がトレンド入りとなった。ファンからは戸惑う声のほか、『テニスの王子様』なら納得だという受け入れの声も上がっていた。既存商品にない斬新さとインパクトにより、面白さから人気が出たとされる。イー・ガーディアンが発表した「SNS流行語大賞2023」に「生首ヘアゴム」がノミネートされている。その後も「アクセサリーゴムコレクション」の新作やその類似アイテムが登場すると、Xでトレンド入りを果たしている。

## 利用法
「新テニスの王子様 The Prince Goes Abroad 総集編」の公式では、ヘアゴムとして使用する、傘の取っ手につけるといった利用法を紹介している。そのほか、推しのぬいぐるみにつけて写真を撮る、ゴム部分に合う大きさの物につけて部屋に飾る、ワイヤーネットにつけて部屋に飾る、ペンライトにつけて推しをアピールする、ペットボトルマーカーとして使用する、手首や足首に直接身につける、指輪・カチューシャ・ネックレスにつけて身につける、鞄や靴やサンダルにつけて持ち歩くなどの利用法がある。